# Joe Musgrove
Joseph Anthony Musgrove (El Cajón, California, 4 de diciembre de 1992), más conocido como Joe Musgrove, es un jugador profesional estadounidense de béisbol que se desempeña en la posición de lanzador en San Diego Padres, equipo de las Grandes Ligas de Béisbol (MLB).

## Carrera
Musgrove hizo su debut en la MLB con el equipo Houston Astros, en el cual jugó dos temporadas (2016-2017), después pasó a Pittsburgh Pirates (2018-2020), posteriormente a San Diego Padres, donde lleva jugando cuatro temporadas.